# Podleśna (gromada)
Podleśna – dawna gromada, czyli najmniejsza jednostka podziału terytorialnego Polskiej Rzeczypospolitej Ludowej w latach 1954–1972.
Gromady, z gromadzkimi radami narodowymi (GRN) jako organami władzy najniższego stopnia na wsi, funkcjonowały od reformy reorganizującej administrację wiejską przeprowadzonej jesienią 1954 do momentu ich zniesienia z dniem 1 stycznia 1973, tym samym wypierając organizację gminną w latach 1954–1972.
Gromadę Podleśna z siedzibą GRN w Podleśnej utworzono – jako jedną z 8759 gromad na obszarze Polski – w powiecie lidzbarskim w woj. olsztyńskim na mocy uchwały nr 16 WRN w Olsztynie z dnia 4 października 1954. W skład jednostki weszły obszary dotychczasowych gromad Podleśna, Jesionowo, Międzylesie i Orzechowo oraz część gruntów dotychczasowej gromady Stary Dwór leżących przy granicy miasta Dobre Miasto ze zniesionej gminy Dobre Miasto, wreszcie 8 kolonii o powierzchni 311 ha z miasta Dobrego Miasta, w tymże powiecie. Dla gromady ustalono 19 członków gromadzkiej rady narodowej.
Gromadę zniesiono 31 grudnia 1961, a jej obszar włączono do gromad Dobre Miasto (wsie Międzylesie i Orzechowo) i Barcikowo (wsie Podleśna i Jesionowo) w tymże powiecie.